# 후쿠오카 대학 반더포겔부 불곰 사건

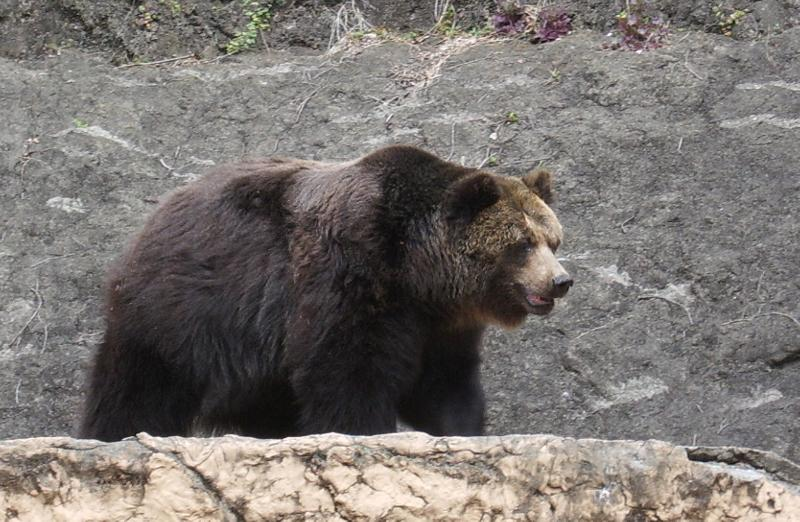
에조불곰

후쿠오카 대학 반더포겔부 불곰 사건(일본어: 福岡大学ワンダーフォーゲル部ヒグマ事件 ふくおかだいがくワンダーフォーゲルぶヒグマじけん[*])은 1970년 7월 일본 홋카이도의 히다카 산맥을 종주하려고 했던 후쿠오카대학 반더포겔부 학생 5명이 에조불곰에게 습격당해 그중 3명이 참혹하게 목숨을 잃은 사건을 말한다.

## 사건의 경위

### 계획
후쿠오카현 후쿠오카시에 있는 후쿠오카대 원더포겔동호회 소속 타케스에 카즈토시(리더, 당시20세), 타키 슌지(서브리더, 당시 22세, 생존자), 코로기 모리오(당시 19세), 니시이 요시하루(당시 19세,생환자), 카와하라 요시타카(당시 18세) 등 5명은 1970년 7월 12일 9시 열차로 하카타역을 출발해 14일 신토쿠역에 도착했다.

### 전조
7월 25일, 5명은 히다카산맥의 해발고도 약 1,900m, 삿나이강 상류에 위치한 구노자와 칼로 텐트를 쳤더니 에조불곰이 나타났다. 5명은 불곰이 짐을 뒤적이는 바람에 소리를 내며 쫓아내고 짐을 되찾았다. 그러나 그날 밤 다시 불곰이 나타나 텐트에 구멍을 냈다. 신변의 위험을 느낀 그들은 라디오를 틀어놓고 교대로 망을 보았다. 그러나 그 후에는 나타나지 않았다.
26일 이른 아침, 다시 불곰이 나타나 텐트를 넘어뜨렸다. 타케스에 카즈토시의 지시로 타키 슌지와 카와하라 요시타카가 구조를 부르기 위해 하산을 시작했다. 그 도중에 같은 등산을 하고 있던 홋카이가쿠엔대학이나 돗토리대학등의 그룹을 만났기 때문에 구조 요청의 전언을 했고, 타키 슌지와 카와하라 요시타카는 다른 3명을 돕기 위해 산중으로 돌아왔다.

### 불곰의 습격
타키 슌지와 카와하라 요시타카는 점심 무렵에 합류해, 5명이서 텐트를 수선했다. 16시쯤 불곰이 나타났다. 그들은 돗토리 대학의 텐트로 피난하기 위해 구노자와(九野澤) 칼(カールをした)을 출발했다. 그러나, 돗토리 대학이나 홋카이가쿠엔 대학의 그룹은 불곰 출몰의 일보를 받고, 이미 피난한 뒤였기 때문에, 어쩔 수 없이 그들은 밤길을 계속 걸었다. 불곰은 그들을 따라잡았다. 불곰은 먼저 카와하라 요시타카를 덮쳐 즉사시켰다. 공포와 패닉으로 코로기 모리오는 다른 멤버들과 멀어졌다. 그들은 쏜살같이 도망쳤고, 그날 밤은 화전에서 밤을 보냈다. 27일 이른 아침 하산하는 길에 불곰은 또 나타났다. 타케스에 카즈토시가 습격당해 사망했다. 무사히 하산한 타키 슌지와 니시이 요시하루는 고노사와시방 댐의 공사 현장에 뛰어들어 차를 빌려, 18시에 나카사츠내 주재소(나카사츠우치무라)에 도착해 보호되었다.

### 구조 및 토벌
동료와 떨어진 코로기 모리오씨는 27일 8시쯤 불곰의 습격을 받아 숨졌다. 코로기 모리오는 살해되기 직전까지, 상태나 심경을 메모에 남기고 있었다. 28일, 도카치 산악 연맹의 아오야마 요시노부를 현장 대장으로 해 오비히로 경찰서 서원과 도카치 산악 연맹, 엽우회등으로 구성된 구조대가 편성되었다. 게다가 오비히로 경찰서는, 카무이에쿠우치카우시산등의 히다카 산맥 중부의 입산을 금지했다.
다음 날인 29일, 구조대는 2명의 시신을 발견했다. 사체는 큐슈로부터 수색에 참가하고 있던 후쿠오카 대학 원더 포겔 동호회 회원에 의해서 타케스에 카즈토시와 카와하라 요시타카인 것이 확인되었다. 29일 16시 반경 불곰은 야노사와 카루 주변에서 곰사냥꾼 10명의 일제사격에 의해 사살됐다. 30일에는 코로기 모리오의 시신도 발견됐다. 3명의 사체는 내장이 찢어지는 등 비참한 상태였던 때문에, 31일 17시에 하치노사와 카루에서 화장되었다.
3명을 살해한 불곰은 부검됐으나 체내에서 사람의 살점이나 소지품 등은 확인되지 않았다.

## 참고 자료
- 木村盛武 (2001년 8월). 〈第9章 事件をかえりみる 「福岡大学ワンゲル部員日高山系遭難事件」〉. 《ヒグマそこが知りたい - 理解と予防のための10章》. 北海道札幌市: 共同文化社. 244–249쪽. ISBN 978-4877390570.
- 北の山脈編集部, 편집. (1971년 3월). 《福岡大学ワンダーフォーゲル部遭難報告書抜粋》. 《北の山脈》 (北海道撮影社). 105–111쪽.
- 羽根田治 (2017년 10월). 《人を襲うクマ》. 山と溪谷社.
- 遠藤公男 (1972년 7월).  日本哺乳動物學會, 편집. “ヒグマが人間を襲った例”. 《哺乳動物学雑誌: The Journal of the Mammalogical Society of Japan》. (1970 - 1973) (日本哺乳類学会) 5 (5): 192–193. doi:10.11238/jmammsocjapan1952.5.192.